# Tomáš Grygar
Tomáš Grygar (*1993) je český právník. Sám se však hlásí k moravské národnosti.

## Život
Studoval na Právnické fakultě Univerzity Palackého v Olomouci, kterou absolvoval v roce 2018 (Mgr.), posléze získal v oboru práva tituly JUDr. (2020) a Ph.D. (2023). Působí na katedře správního práva a finančního práva Právnické fakulty Univerzity Palackého v Olomouci a je odborným asistentem na Fakultě managementu a ekonomiky Univerzity Tomáše Bati ve Zlíně (Ústav regionálního rozvoje, veřejné správy a práva).
V letech 2015 až 2017 působil jako místní asistent europoslance Petra Macha pro právní otázky. Spolu s Václavem Klausem ml. a dalšími byl členem přípravného výboru hnutí Trikolóra a poradcem hnutí pro právní otázky. Členství v návaznosti na svůj nástup na Ústavní soud, kde v letech 2020–2023 působil jako asistent ústavního soudce Radovana Suchánka, ukončil. V letech 2018–2020 vykonával koncipienturu v advokátní kanceláři Brož & Sokol & Novák.
Je autorem vědeckých monografií Specifika řízení o přestupku právnické osoby (C. H. Beck, 2020), Vyvlastnění a vyvlastňovací řízení (Wolters Kluwer, 2021), Zánik odpovědnosti za přestupky (C. H. Beck, 2023) nebo například praktického komentáře k zákonu o realitním zprostředkování (Leges, 2020), spoluautorem několika vysokoškolských učebnic (z nejvýznamnějších: Správní právo procesní, C. H. Beck; Správní soudnictví, Leges) a autorem více než dvou desítek statí v recenzovaných časopisech, zejména v oblasti správního práva. 
Grygar měl ještě před svým nástupem na Ústavní soud v souvislosti s blokováním výstavby dálnice D1 u Přerova údajně označit Děti Země za ekoteroristickou organizaci a prohlásit, že je potřeba "ekoteroristickým spolkům" znemožnit podávat opravné prostředky a správní žaloby.[zdroj?] V roce 2020 vůči němu, již jakožto asistentovi ústavního soudce Radovana Suchánka, vznesl advokát Petr Svoboda námitku podjatosti. Suchánek byl totiž soudcem zpravodajem návrhu skupiny senátorů, kterou Svoboda zastupoval a usilovala o to, aby ekologickým spolkům bylo navráceno právo účastnit se stavebních řízení. Tento případ vyvolal široké diskuze právnické veřejnosti o tom, kdo může být zaujatý. Předseda Ústavního soudu Pavel Rychetský rozhodl, že Grygar není podjatým a není vyloučen z provádění úkonů ve věci. Krajský soud v Ostravě posléze v rozsudku ohledně posledního nedostavěného úseku dálnice D1 kolem Přerova označil námitky, které podaly spolky Děti Země, Voda z Tetčic a Krajina Dluhonice v souvislosti s tímto úsekem, za „ryze účelové, vedené až úpornou snahou o zrušení napadeného rozhodnutí prostřednictvím námitek, jež žalobcům nepřísluší“.